# Gryllotalpa cultriger
Gryllotalpa cultriger är en insektsart som beskrevs av Philip Reese Uhler 1864. Gryllotalpa cultriger ingår i släktet Gryllotalpa och familjen mullvadssyrsor. Inga underarter finns listade i Catalogue of Life.